# Vogelwarte Rossitten

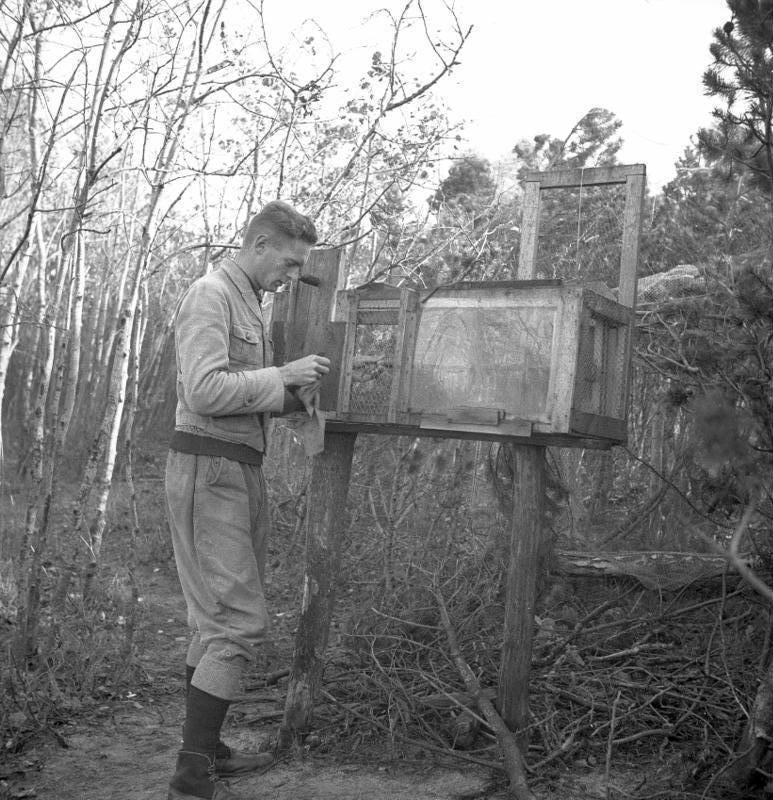
Capture et baguage en 1939.

Le Vogelwarte Rossitten est le premier observatoire ornithologique au monde, situé en province de Prusse-Orientale, sur l'isthme de Courlande de la côte Sud-Est de la mer Baltique. Elle est fondée par l'ornithologue allemand Johannes Thienemann en 1901, et a aujourd'hui laissé place à la station biologique Rybachy.